# 圣方济各圣殿 (布宜诺斯艾利斯)

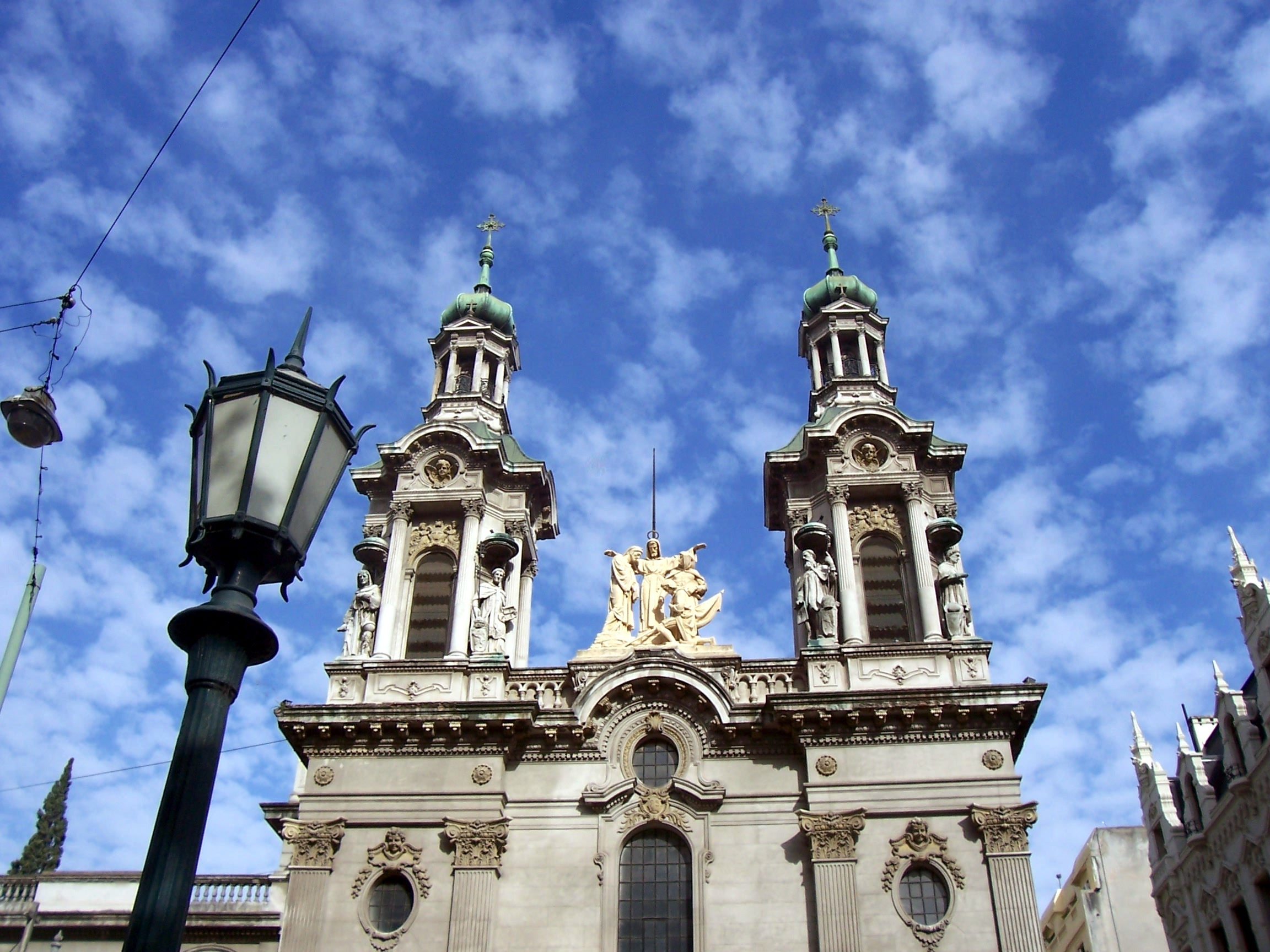
圣方济各圣殿

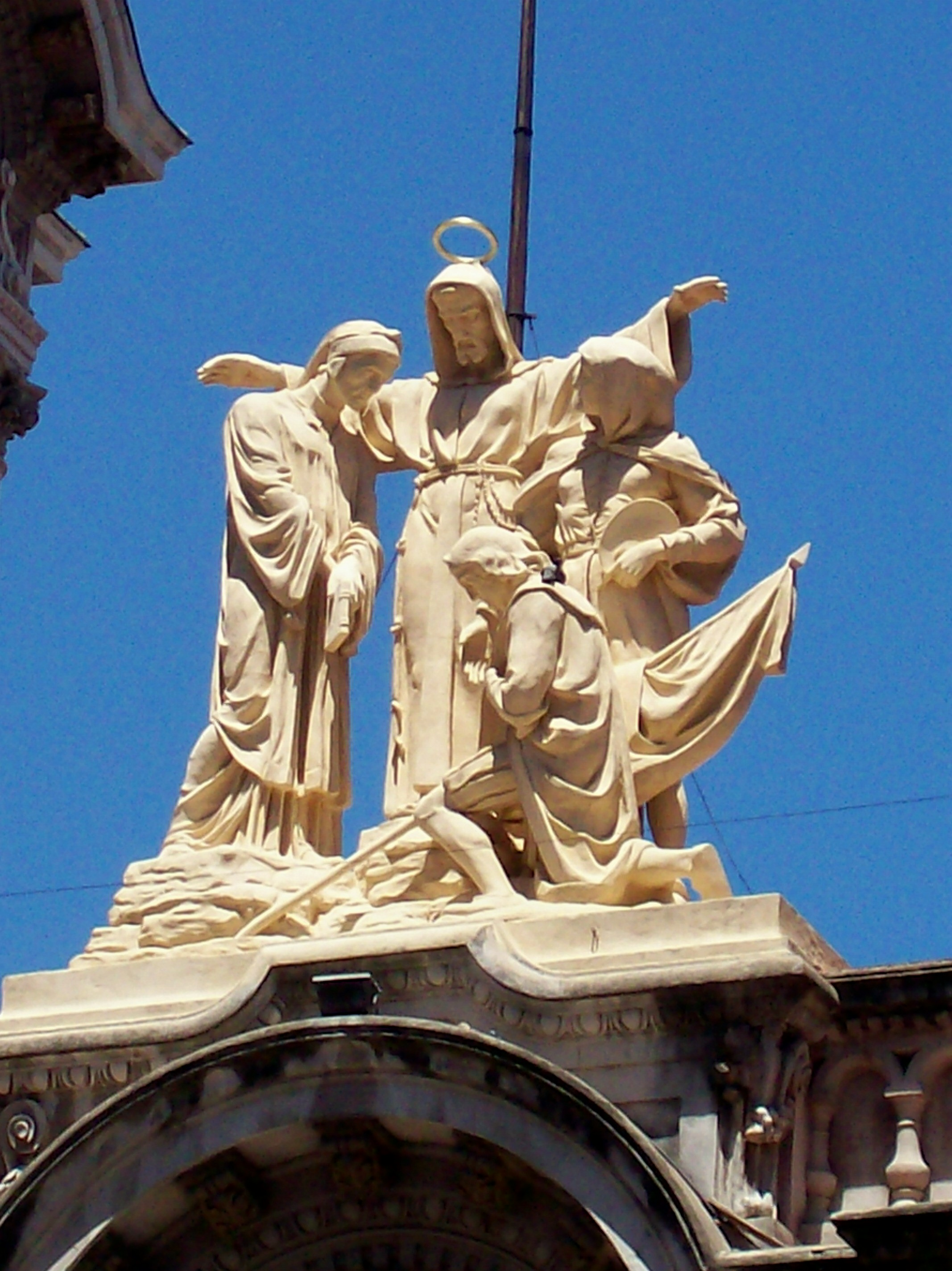
中间是圣方济各，左右是但丁和乔托，跪者为哥伦布

圣方济各圣殿（Basílica y Convento de San Francisco de Asís）是一座罗马天主教宗座圣殿，位于阿根廷布宜诺斯艾利斯的蒙特塞拉特区。
圣方济各圣殿属于方济各会，是1580年布宜诺斯艾利斯建城后第一个获得土地的修会（1583年）。
目前的建筑建于1731年到1754年，但因出现裂缝而关闭，到1783年才祝圣。1807年立面倒塌，到1815年完成了新的新古典主义立面。 
1907年到1911年，教堂立面改建为目前的巴伐利亚巴洛克式。1942年，被列为阿根廷国家历史古迹。
顶部雕塑，中间是圣方济各，左右是但丁和乔托，跪者为哥伦布，均为方济各会成员。
在教堂前的圣方济各广场上，有四尊法国雕塑家的卡拉拉大理石雕塑：天文，航海，地理和产业。

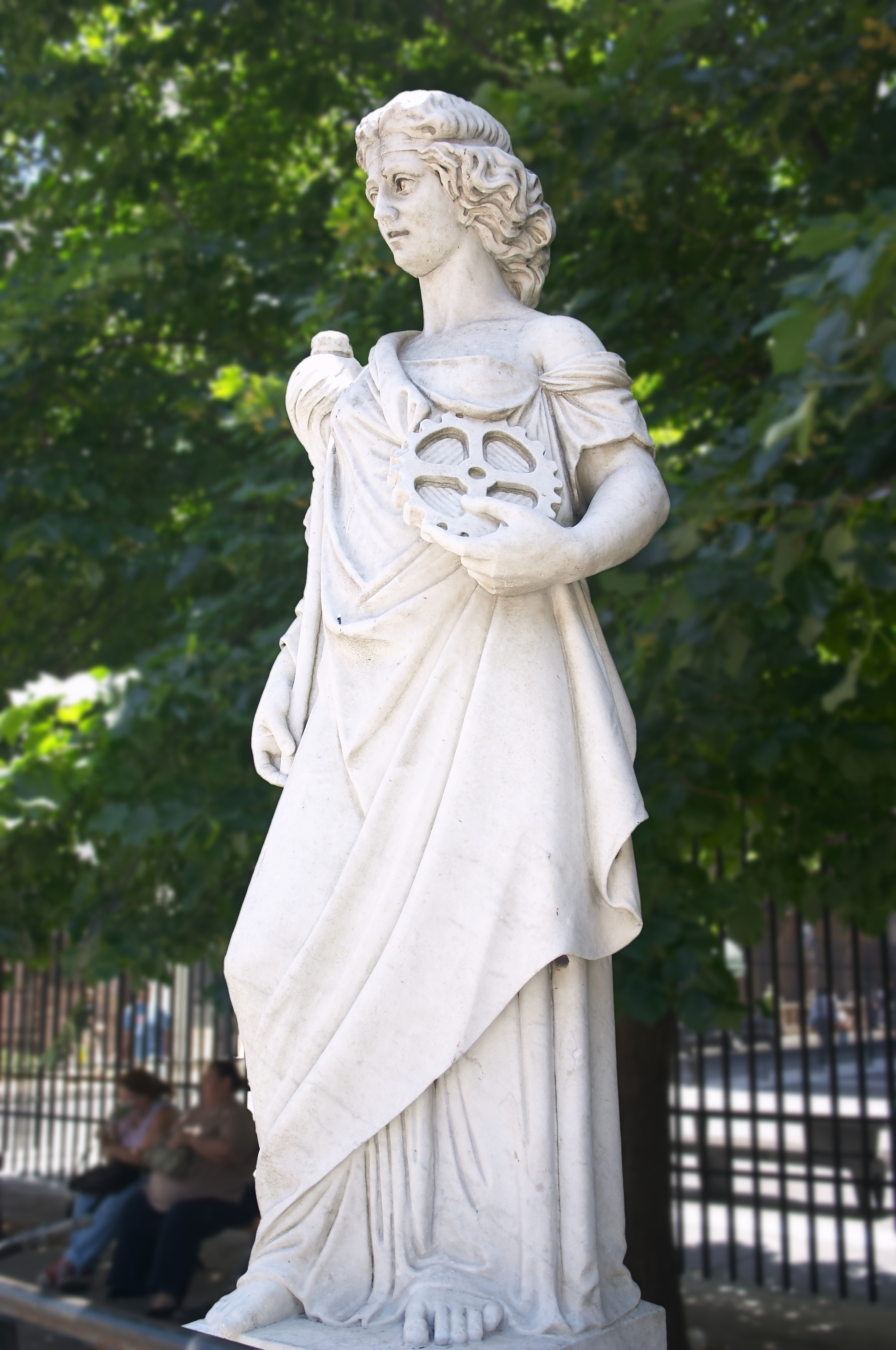
产业
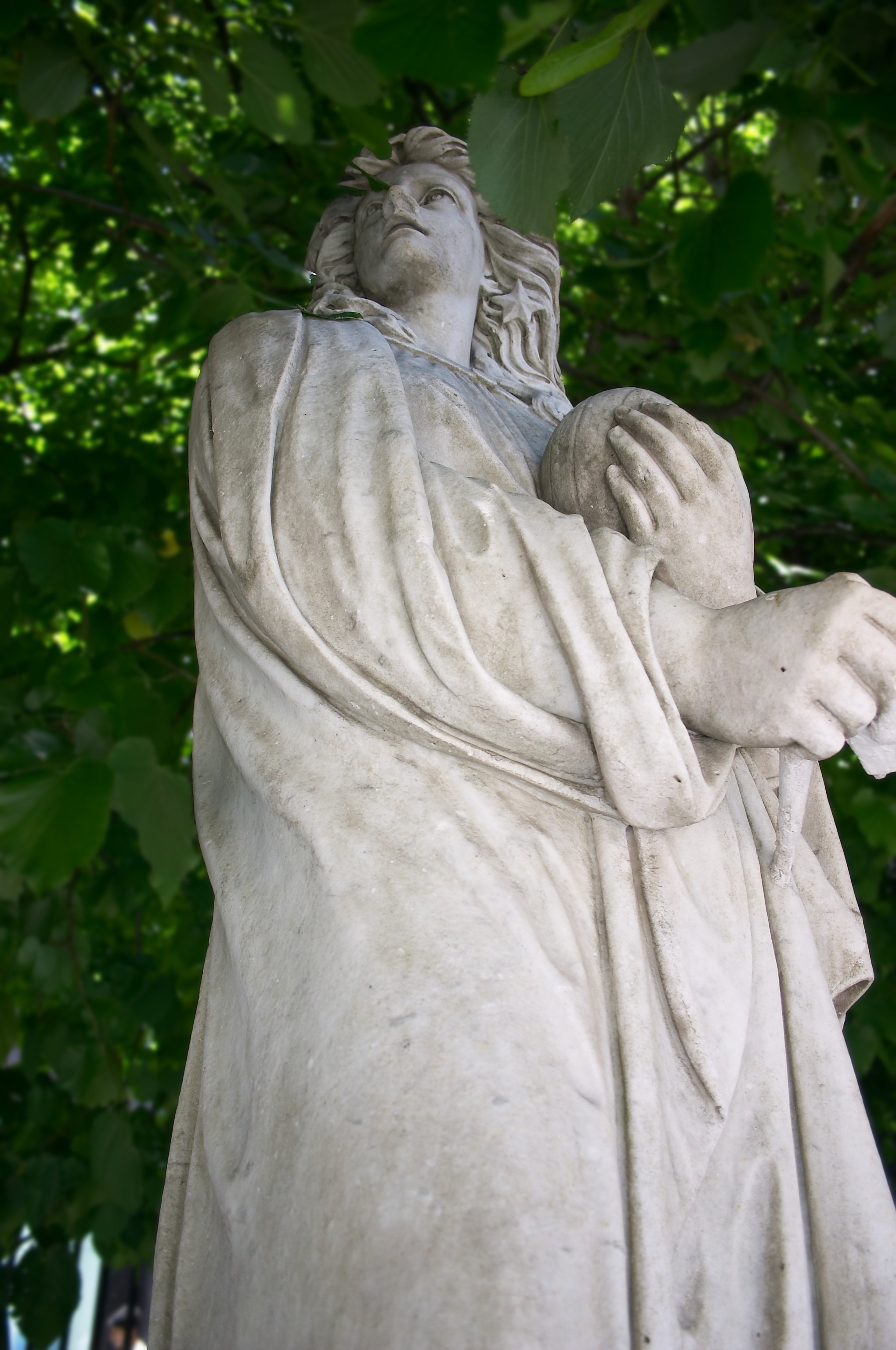
天文
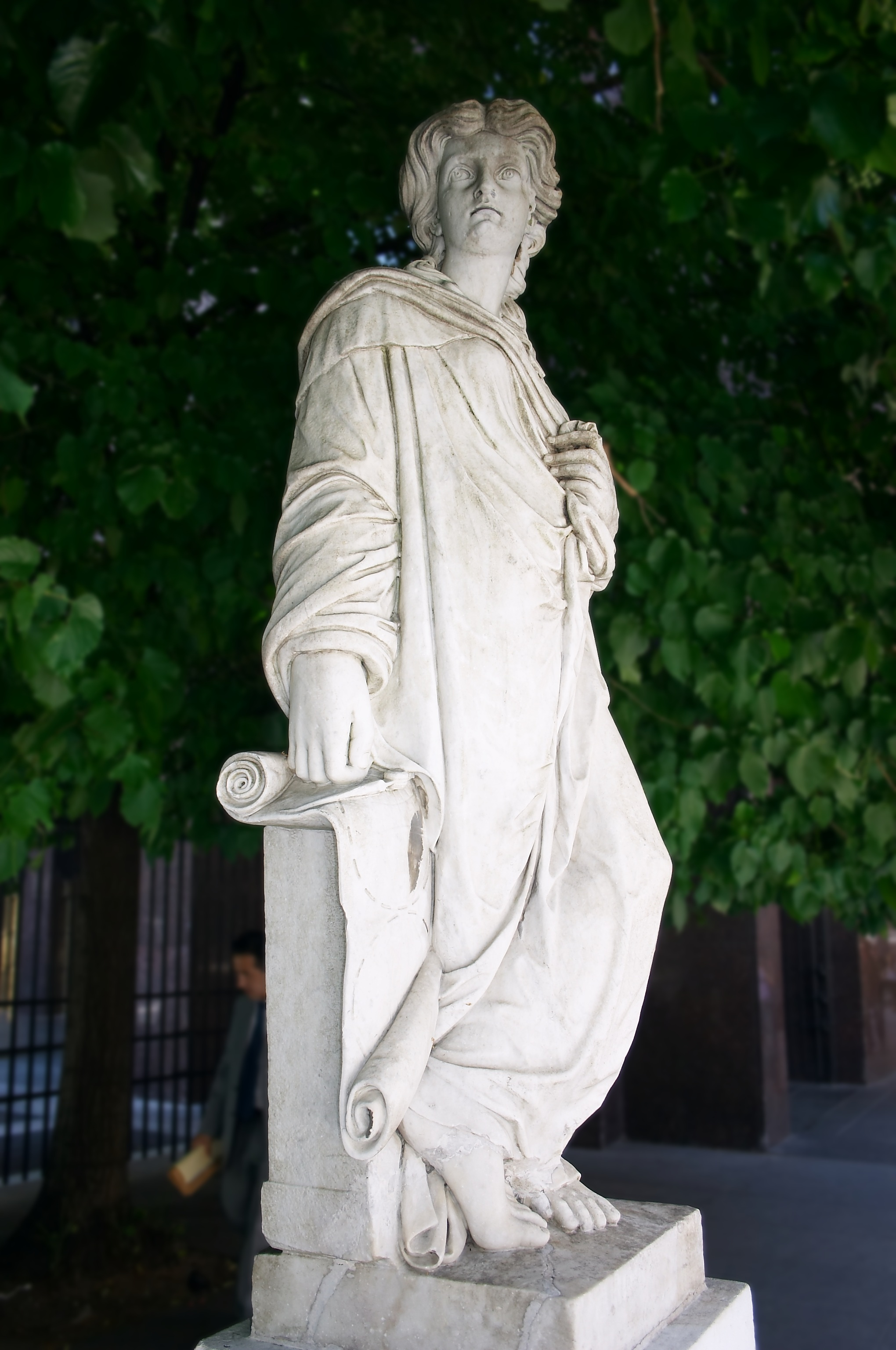
地理
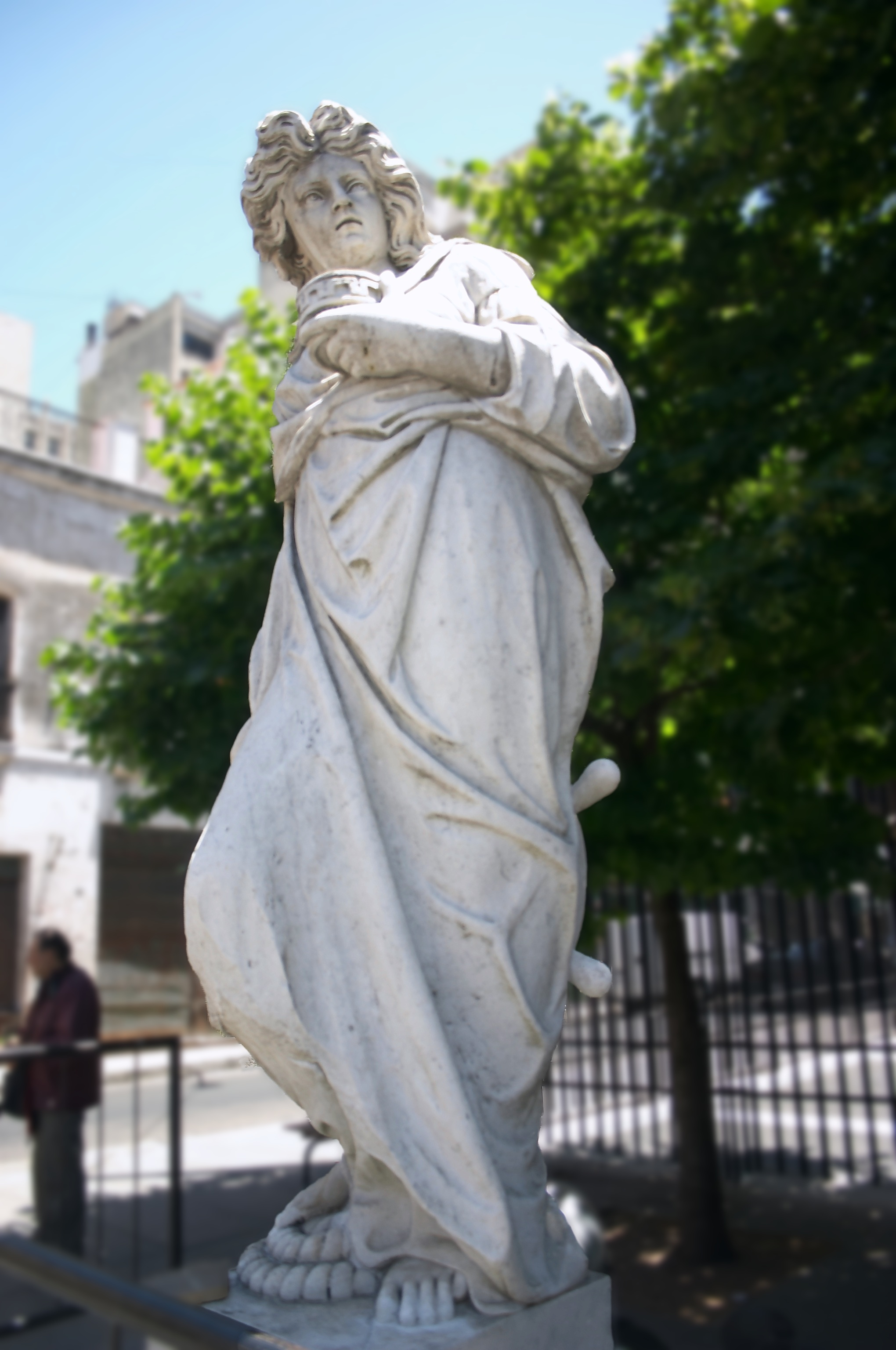
航海